# Heteromorpha stenophylla
Heteromorpha stenophylla är en flockblommig växtart som beskrevs av Friedrich Welwitsch och Adolf Engler. Heteromorpha stenophylla ingår i släktet Heteromorpha och familjen flockblommiga växter. Utöver nominatformen finns också underarten H. s. transvaalensis.